# Rio Tatuí
O rio Tatuí é um rio que banha o estado de São Paulo, no Brasil.
Nasce entre os municípios de Guareí e Tatuí, bem próximo ao Trópico de Capricórnio (1,2 km), na localização geográfica latitude 23º27'11" sul e longitude 48º04'51" oeste, a cerca de 2,8 quilômetros do trecho não asfaltado da rodovia estadual SP-129. Da nascente, segue em direção norte (0º) do estado de São Paulo, cruza a SP-129 e, depois, segue sempre mais ou menos paralelo à rodovia SP-129 em direção ao leste(90º), até a rodovia SP-127, cruzando esta e acompanhando paralelamente a mesma. Passa pela cidade de Tatuí, onde é afluente do rio Sorocaba, próximo à rodovia SP-280 (Rodovia Castelo Branco), na localização geográfica latitude 23º18'32" sul e longitude 47º46'55" oeste. A foz do rio Tatuí fica no bairro Americana.
É um dos principais mananciais de abastecimento da cidade. Com o rio Sarapuí, o Tatuí é responsável pelo abastecimento público de água da cidade, com captação, tratamento e distribuição realizados pela Companhia de Saneamento Básico do Estado de São Paulo - SABESP.

## Municípios
Passa pelos municípios de Guareí e Tatuí.

## Extensão
Percorre, neste trajeto, uma distância de mais ou menos 44 quilômetros.

## Etimologia
"Tatuí" é um termo de origem tupi, significando "rio do tatu", pela junção de tatu (tatu) e  'y  (rio).